# Giesolo de Lou
Giesolo de Lou (1994 - 2006) est un cheval de course alezan brûlé français qui s'est distingué dans les courses hippiques de trot.

## Carrière de courses
Il naît le 30 avril 1994 au haras de Lou, dirigé par Christian et Gisèle Germain. En septembre, il est vendu aux enchères de Vincennes pour 240 000 FF (36 600 € environ) et rejoint le haras des Freneaux de Jean-Étienne Dubois. Assez difficile de caractère, il a tendance à se montrer beaucoup trop fautif. Ayant par ailleurs un problème à un boulet, la décision de le castrer est prise en août 1996 : il devient hongre.
Qualifié en mars 1997, il remporte sa première victoire dans le Prix Huberta, le 5 mai 1997. Il enchaîne alors les victoires et les disqualifications, ayant toujours du mal à rester au trot jusqu'au bout. Par ailleurs, sa condition d'hongre lui ferme les portes des grandes courses, Critérium des Jeunes puis celui des 3 ans.
Au printemps 1998, Jean-Étienne Dubois décide de le faire courir à l'étranger. Disqualifié à Bjerke (Oslo), il s'impose à Solvalla (Suède) le jour de l'Elitloppet, dans le Championnat européen des 4 ans. Il poursuit sa saison de belle façon, enchaînant les victoires, notamment dans le Grand Prix de la Fédération du Nord, dans lequel à 4 ans il domine les champions d'âge Remington Crown, Défi d'Aunou et Capitole.
Pour 1999, l'objectif est de remporter le Grand Circuit européen. Après quelques soucis de santé, il remporte quelques courses en France avant de remporter la Finlandia Ajo, sa première course de Groupe I. Quelques semaines plus tard, il participe à l'Elitloppet, affrontant l'élite des trotteurs. Vainqueur de sa batterie, il se qualifie pour la finale, battant au passage Moni Maker, qui avait triomphé quelques mois plus tôt dans le Prix d'Amérique. Bien placé en finale, il retombe dans ses travers en commettant la faute. Il se reprend cependant très vite en remportant une nouvelle course de Groupe I, la Copenhague Cup. De retour en France, il poursuit sa série de victoires. Alors qu'il se prépare à disputer le Trot Mondial au Canada, il doit renoncer pour raison médicale (pyroplasmose). C'est une déception pour son entourage qui espérait remporter cette course après l'échec de l'Elitloppet. Finalement, Giesolo de Lou se rend en Autriche, et remporte le Kalman Hunyady Memorial, course de Groupe I à cette époque, et poursuit par des victoires en France et en Suède, dont une course de Groupe II (Konung Carl XVI Gustafs Silverhast). Finalement, il devient le premier hongre à remporter le Grand Circuit européen.
Après quelques semaines de repos, la saison 2000 débute par une victoire dans le Prix Charley Mills puis une suivante dans le Prix Jamin. Se lançant à la conquête d'un nouveau titre sur le Grand Circuit européen, Giesolo de Lou remporte sa deuxième Finlandia Ajo. Après une victoire dans le Prix des Ducs de Normandie, il retrouve l'Elitloppet. Cette épreuve 2000 rassemble les meilleurs trotteurs de l'époque, et c'est certainement l'un des plus beaux lots jamais présenté: Varenne, Général du Pommeau, Fan Idole, Victory Tilly, et bien sûr Giesolo de Lou. Dans sa batterie qualificative, Giesolo de Lou affronte Varenne, et tous deux terminent premiers ex-aqueo. Mais Giesolo de Lou rentre blessé, et se présente diminué dans la finale. Troisième dans le dernier tournant, il commet la faute. Il se reprend en Allemagne en remportant l'Elite-Rennen drivé par Jean-Paul Fichaux,  pour une nouvelle victoire dans un Groupe I. Poursuivant la saison en Suède, il accroche notamment une troisième place dans le Sundsvall Open Trot. En Autriche, il prend la 2e place du Kalman Hunyady Memorial. Il termine sa saison par une victoire à Amiens dans un Groupe III. Blessé, il est mis au repos.
L'année 2001 débute par une deuxième place dans le Grand Prix du Sud-Ouest. Après une faute dans la Finlandia Ajo, il revient en France et remporte le Prix des Ducs de Normandie. Dans l'Elitloppet, il ne parvient pas à se qualifier pour la finale, et doit de nouveau se reposer. Rentrant dans le Prix de Washington, il doit se contenter de la 3e place. Après une victoire à Lisieux, il part pour la Suède. Il remporte le Hugo Abergs Memorial, puis prend la deuxième place du Jubileumspokalen et du Sundsvall Open Trot, les deux fois derrière Victory Tilly. Au coude à coude avec Varenne pour la Coupe du Monde de Trot, c'est finalement Giesolo de Lou qui l'emporte, grâce à sa victoire dans la finale sur l'hippodrome de Vincennes. De passage en Allemagne, Giesolo de Lou remporte un nouveau Groupe I, le Preis der Besten, avec Jean-Paul Fichaux au sulky. La semaine suivante, il participe au Grand Prix Gaetano Turilli, en Italie, mais commet la faute au départ.
L'année 2002 sera la dernière pour Giesolo de Lou. Victime d'une blessure au mois de juin (17 fractures).De retour chez ses éleveurs, il sera soigné et pourra de nouveau se déplacer mais ne reprendra pas la compétition L'heure de la retraite est arrivée, et elle sera de tout repos, puisqu'étant hongre, il ne peut pas faire la monte.
Giesolo de Lou meurt au cours de l'été 2006, victime de coliques.

### Palmarès
Monde
- Coupe du Monde de Trot (2001)
- 2e Coupe du Monde de Trot (2000)

 Europe
- Grand Circuit européen (1999)
- 2e Grand Circuit européen (2000)

 France
- Prix des Ducs de Normandie (2000, 2001)
- Prix de La Haye (1999)
- Grand Prix du Conseil Municipal de Vichy (1998)
- Grand Prix de la Métropole (1998)
- Critérium de vitesse de Basse-Normandie (1999)
- Prix de Buenos-Aires (1999)
- Prix Charley Mills (2000)
- Prix Jamin (2000)
- 3e Prix de Washington (2001)

 Allemagne
- Elite-Rennen (2000)
- Preis der Besten (2001)

 Autriche
- Kalman Hunyady Memorial (1999)

 Danemark
- Copenhague Cup (1999)

 Finlande
- Finlandia Ajo (1999, 2000)

 Suède
- Hugo Abergs Memorial (2001)
- Konung Carl XVI Gustafs Silverhast (1999)
- 2e Sundsvall Open Trot (2001)
- 2e Jubileumspokalen (2001)
- 3e Sundsvall Open Trot (2000)

## Origines
| Origines de Giesolo de Lou | Origines de Giesolo de Lou | Origines de Giesolo de Lou | Origines de Giesolo de Lou |
| -------------------------- | -------------------------- | -------------------------- | -------------------------- |
| Père Biesolo               | Sharif di Iesolo           | Quick Song                 | Victory Song               |
| Père Biesolo               | Sharif di Iesolo           | Quick Song                 | Lucile Spencer             |
| Père Biesolo               | Sharif di Iesolo           | Odile de Sassy             | GI                         |
| Père Biesolo               | Sharif di Iesolo           | Odile de Sassy             | Herodiade de Grandchamp    |
| Père Biesolo               | Ossarie                    | High Echelon               | Patara                     |
| Père Biesolo               | Ossarie                    | High Echelon               | Spezia                     |
| Père Biesolo               | Ossarie                    | Farissa                    | Hairos II                  |
| Père Biesolo               | Ossarie                    | Farissa                    | Tanagra                    |
| Mère Aostane               | Rainbow Runner             | Fakir du Vivier            | Sabi Pas                   |
| Mère Aostane               | Rainbow Runner             | Fakir du Vivier            | Ua Uka                     |
| Mère Aostane               | Rainbow Runner             | Kravotte                   | Caprior                    |
| Mère Aostane               | Rainbow Runner             | Kravotte                   | Siva D                     |
| Mère Aostane               | Shelford                   | Hymour                     | Nonant le Pin              |
| Mère Aostane               | Shelford                   | Hymour                     | Samoura                    |
| Mère Aostane               | Shelford                   | Dourga II                  | Seddouk                    |
| Mère Aostane               | Shelford                   | Dourga II                  | Romee                      |